# 1999-es Australian Open
Az 1999-es Australian Open az év első Grand Slam-tornája, az Australian Open 87. kiadása volt. Január 18. és január 31. között rendezték meg Melbourne-ben. A férfiaknál Jevgenyij Kafelnyikov, nőknél Martina Hingis nyert.

## Döntők

### Férfi egyes
Jevgenyij Kafelnyikov –  Thomas Enqvist, 4–6, 6–0, 6–3, 7–6(1)

### Női egyes
Martina Hingis –  Amélie Mauresmo, 6–2, 6–3

### Férfi páros
Jonas Björkman /  Patrick Rafter –  Mahes Bhúpati /  Lijendar Pedzs, 6–3, 4–6, 6–4, 6–7(10), 6–4

### Női páros
Martina Hingis /  Anna Kurnyikova –  Lindsay Davenport /  Natallja Zverava, 7–5, 6–3

### Vegyes páros
David Adams /  Mariaan de Swardt –  Makszim Mirni /  Serena Williams, 6–4, 4–6, 7–6(5)

## Juniorok

### Fiú egyéni
Kristian Pless –  Mihail Juzsnij, 6–4, 6–3

### Lány egyéni
Virginie Razzano –  Katarína Bašternáková, 6–1, 6–1

### Fiú páros
Jürgen Melzer /  Kristian Pless –  Ladislav Chramosta /  Michal Navrátil, 6–7, 6–3, 6–0

### Lány páros
Eléni Danjilídu /  Virginie Razzano –  Natalie Grandin /  Nicole Rencken, 6–1, 6–1